# .cat
.cat（ドット キャット）はスポンサー付きトップレベルドメイン（sTLD）の一つで、カタルーニャ語の話者を対象としているドメインである。事実上一部地域を対象としたドメインであるが、ccTLDではない。この方針は、ICANNとFundació puntCAT（ドットキャット財団）によるものである。

## 歴史
.catドメインができる以前は、スペインからフランス（一部はアンドラやイタリア領サルデーニャ島など）にまたがって住むカタルーニャ民族の機関や会社や個人は、やむなく.es、.fr、.it、.adなどそれぞれの住む国のドメインを使用していた。あるいは関係ない国のドメインを使ってドメインハックを行っていた。例えば、カタルーニャ州のジローナという都市は、ジローナ Girona という名にちなんで.giドメイン（"http://www.ajuntament.gi/" "ajuntament"とは、市役所の意）を使用している。このccTLDは、ジブラルタルのもので、スペインの都市がジブラルタルドメインを使用することは、ジブラルタルをスペインでなくイギリスが統治する現状を認めることにも繋がりかねず、ジブラルタルの主権を主張しているスペイン政府は困惑した。奇妙なことに、この登録はカタルーニャ地方の独立とジブラルタルの主権を英国が持っていることに反対しているスペイン社会労働党の関係政党カタルーニャ社会主義者党の事務所によって行われていた。
この問題を解決し、インターネット上のカタルーニャ語圏の文化のコミュニティのニーズに応えるために、2005年9月.catドメインが承認された。このコミュニティは、彼らがオンラインコミュニティでカタルーニャ語を使用するために使ったり、他の文化を持つ人々にカタルーニャの文化を知ってもらうためなどに使うため立ち上げられた。最初の登録期間は、2006年2月13日から2006年4月21日。2006年4月23日から一般からの登録受付を開始した。

## 規制
.catドメインには対象地域の限定はなく、拠点のサイトがカタロニアにあるとはいえ、すべてのカタルーニャ語話者のコミュニティが対象である。その代わりにカタルーニャ文化に所属する個人や団体でなければならない。
こうした規制にもかかわらず、猫に関係するサイトや、「lolcat」や「Nyan Cat」など猫に関係するネット上の流行にまつわるサイトのためのドメインハックに.catは利用されている。

## 註
1. ↑  “アーカイブされたコピー”. 2013年10月29日時点のオリジナルよりアーカイブ。2013年10月24日閲覧。
2. 1 2  “アーカイブされたコピー”. 2013年8月28日時点のオリジナルよりアーカイブ。2013年10月24日閲覧。
3. ↑  http://www.urlesque.com/2011/02/03/domain-hacks/
4. ↑  lol.cat、crypto.cat、nyan.catなど